# Marloes Steenbeek
Marloes Steenbeek (3 febbraio 2005) è una nuotatrice artistica olandese.

## Palmarès
- Europei

Belgrado 2024: bronzo nel solo tecnico e nel solo libero
- Giochi europei

Cracovia 2023: argento nel duo tecnico.
- Mondiali giovanili:

Lima 2024: argento nel solo tecnico e nel solo libero.

### Coppa del Mondo
- 8 podi:
  - 1 secondo posto (1 nel duo)
  - 7 terzi posti (5 nella gara individuale e 2 nel duo)